# Bartolomeo del Tintore
Bartolomeo del Tintore (fl. XV secolo) è stato un miniatore italiano di manoscritti attivo a Bologna nel XV secolo, almeno dal 1459, prima dell'arrivo di Taddeo Crivelli nel 1483.
Era ancora attivo a Bologna nel 1490.
Alcuni studiosi ritengono che il Maestro di Pico potrebbe essere stato Bartolomeo del Tintore,; tuttavia, questa ipotesi rimane controversa nel mondo accademico.